# Indore
Indore es una ciudad occidental del estado de Madhya Pradesh en el centro de la India constituida por una población de 1.516.918 habitantes (2001).
Ubicada al noreste de Bombay, fue fundada en 1715 como un mercado de comercio por los terratenientes locales, quienes erigieron el templo Indreshwar, de donde el nombre de la ciudad se deriva. Llegó a ser la capital del estado principesco de Indore perteneciente a los Holkar. Bajo el control británico, sirvió como sede de la British Central India Agency. Es la ciudad más grande del estado e importante centro industrial y comercial.